# Mobile Marketing
Mobile Marketing ist die Umschreibung von Marketingmaßnahmen unter Verwendung drahtloser Telekommunikation und Mobilgeräten mit dem Ziel, die Konsumenten möglichst direkt zu erreichen und zu einem bestimmten Verhalten zu führen.
Mobile Marketing bezeichnet jede Art von kommunikativ geschäftlichen Aktivitäten, bei der Anbieter Leistungen auf Basis von Mobilgeräten bereitstellen. Dies können z. B. Media-Inhalte (Spiele, Musik, Videos usw.), Informationen (News, Alerts, Produktinformationen) und/oder transaktionsbezogene Leistungen (online einkaufen, Videostreaming, Zahlungsabwicklung usw.) sein. Ziel ist, damit bei potentiellen Konsumenten Aufmerksamkeit zu erregen und im Idealfall Verkaufsabschlüssen herbeizuführen.
Andreas Kaplan definiert mobiles Marketing als „jegliche Marketingaktivität die mittels eines ubiquitären Netzwerkes durchgeführt wird und mit dem der Konsument kraft eines mobilen Endgerätes ständig verbunden ist“.
Dabei kommen Funktechnologien (wie z. B. UMTS/HSDPA, Wireless LAN, Bluetooth und DVB-H) in Verbindung mit Mobilgeräten zur Anwendung. Ziel des Mobile Marketing ist, eine Kundenbeziehung aufzubauen und dabei die Erlaubnis einzuholen, dem Kunden möglichst maßgeschneiderte Angebote unterbreiten zu dürfen, die für den Kunden das Leben vereinfachen. Mobile Marketing wird als Teilbereich des Marketing und ebenfalls als Teil des Mobile-Commerce betrachtet.

## Marktanteil Mobile Marketing
Im ersten Halbjahr 2012 haben die werbetreibenden Unternehmen in Deutschland bereits 23 Millionen Euro für Mobile Display Werbung ausgegeben. Im direkten Vergleich zum Halbjahr 2011 erzielt die Branche somit einen Zuwachs von 76,5 Prozent. Diese und weitere Marktzahlen gab der Bundesverband Digitale Wirtschaft (BVDW) zur internationalen Messe für digitales Marketing dmexco 2012 bekannt.
Laut Statista lag der Umsatz mit mobiler Onlinewerbung in Deutschland im Jahr 2015 bereits bei 1.576 Millionen Euro und stieg bisher Jahr für Jahr an. 2021 lag der Umsatz bei 6.182 Millionen Euro und es wird ein weiterer Anstieg in den nächsten Jahren erwartet.

## Umsetzung von Mobile Marketing
Für Mobile Marketing gibt es noch kein einheitliches Verständnis. Es wird häufig auf SMS- oder MMS-Maßnahmen ebenso angewendet wie für Angebote mobiler Webseiten, mobiler Apps oder Messenger-Apps. Immer häufiger findet Mobile Marketing auch als Teil von Multichannel-Marketing statt. Der Begriff wird auch für einfache bis komplexe Mobile-Portale auf der Basis WAP und xHTML, oft als Mobile Internet bezeichnet, verwendet.
Landesabhängig ist im Gegensatz zu ähnlichen Aktivitäten im Internet bei Mobilgeräten oft eine persönliche Identifizierung möglich, wenn man von der Vorratsdatenspeicherung einerseits, und anonymen Wertkarten andererseits absieht. Generell gibt es bis zum heutigen Tag Zweifel, ob mit Kundendaten umsichtig und wirtschaftlich im Sinne des Datenschutzes umgegangen wird, insbesondere auch im Rahmen der Telekom-Affäre 2008 in Deutschland.
Die maßgeschneiderte Gestaltung von Diensten auf die Situation der Mobilität der Konsumenten, stellt bei der Umsetzung von Mobile Marketing oft eine Herausforderung dar. Vielfach widerspricht die Situation, in der sich der Mensch zur Zeit der Nutzung befindet, der Tatsache der beschränkten Darstellungs- und Eingabemöglichkeiten der kleinen Endgeräte.
Als weitere Beschränkung kann die im Vergleich zu kabelgebundenen Netzwerken geringere und weniger stabile Bandbreite mobiler Funknetzwerke gesehen werden.

## Interaktivität im Mobile Marketing
Ein unabdingbarer Teil einer Mobile-Marketing-Aktivität stellt die Interaktion zwischen Anbieter und Konsument dar. Diese kann über verschiedene Schnittstellen realisiert werden. In Betracht kommen dabei Versand/Empfang von SMS oder MMS, WAP-Seiten, WAP-Push-Links, die funktionale, aber nicht gestalterische Ähnlichkeiten mit Internetseiten haben, Audiotex-Systeme, Interactive Voice Response sowie einfache bis komplexe Anwendungen mittels Java oder neu auch Flash light etwa, siehe auch J2ME.
Untersucht man verschiedene existierende Mobile-Marketing-Kampagnen, so lassen sich drei grundlegende Ansätze erkennen:
Beim Push-Ansatz nutzen werbetreibende Unternehmen eigene oder über Dienstleister angemietete Adresslisten, um mobile Werbebotschaften an die Konsumenten zu senden (siehe auch Spam).
Beim Pull-Ansatz fordern die Konsumenten mobile Werbebotschaften explizit an. Daher werden bei diesen Kampagnen zusätzliche Werbeträger benötigt, um die gewünschte Zielgruppe zur Teilnahme an der Kampagne zu motivieren.
Beim Viral-Ansatz werden den Grundprinzipien des klassischen Word-of-Mouth (Mundpropaganda) folgend, erhaltene mobile Werbebotschaften oder mobile Dienste von Konsumenten an andere Konsumenten weitergeleitet. Diese dritte Form der Interaktivität im Mobile Marketing wird auch mit dem Begriff Mobile-Viral-Marketing belegt. Dabei sollen die Konsumenten motiviert werden, Inhalte über die mobilen elektronischen Kommunikationstechniken (in Verbindung mit Mobilgeräten) an weitere potenzielle Konsumenten aus ihrem sozialen Umfeld zu senden und diese ihrerseits zur Empfehlung zu motivieren. Diese Inhalte werden mobile virale Inhalte genannt und umfassen sowohl mobile Werbebotschaften als auch mobile Dienste. Ein Beispiel für den ersten Fall, der das Kommunikationskonzept im Mobile-Viral-Marketing repräsentiert, ist etwa eine mobile multimediale Grußkarte, die eine Werbebotschaft enthält. Ein Beispiel für den zweiten Fall ist etwa ein Mobile-Instant-Messaging-Dienst, der sich typischerweise viral verbreitet.

## Wertschöpfungskette im Mobile Marketing
Historisch entstand die heute meistens bestehende Wertschöpfungskette aufgrund der Bedürfnisse der Mobilfunkbetreiber, unabhängige Dritte als Application Service Provider (ASP) einzusetzen, die dann zunehmend zu Inhalteanbietern wurden. Entweder begannen diese selber Inhalte zu schaffen, wie z. B. Klingeltöne, Wallpapers, Animationen usw. oder sie bedienten sich bei den international dafür spezialisierten Aggregatoren. Heute bieten sich diese ASP auch als Werbe- und Marketingkommunikationsagenturen an, die sich vermehrt um Mobile Marketing kümmern.
Es besteht eine wachsende Nachfrage nach alternativen Wegen vom Absender hin zum Handy-Nutzer. Neue Wertschöpfungsketten entstehen, die speziell von Java-Applikationen ausgehen und den Bluetooth-Kanal als kostenlosen Datentransfer nutzen. So wird es möglich, lokale Marketinglösungen aufzubauen, Coupons, Informationen und selbst Inhalte auf die Handys zu bringen, ohne dafür beim Nutzer ein Entgelt einzuziehen.

## Geschäftsmodelle im Mobile Marketing
Abhängig von den Zielen, die eine Mobile-Marketing-Kampagne verfolgt, kommen unterschiedliche Geschäftsmodelle zum Tragen.
Alles, was im Zusammenhang mit der Individualisierung und Verschönerung des Telefons steht, wird per sogenanntem Premium-Billing verrechnet. Dabei wird dem Nutzer eine SMS mit höheren Werten berechnet als eine übliche SMS. Der höhere Erlös wird dann entsprechend der Wertschöpfungskette aufgeteilt, wobei der Mobilfunkbetreiber in Europa den höchsten, der ASP den zweithöchsten und der Inhalte-Hersteller meistens den kleinsten Teil erhält.
Neuere Geschäftsmodelle, die sich zunehmend auf Java-Applikationen stützen, streben, ähnlich wie in den Anfängen des Internets, Reichweite an. Es geht darum, von möglichst vielen Nutzern auf vielen Mobiltelefonen installiert zu werden, um dann dort ähnlich einem Trojanisches Pferd wirken zu können und dem Anbieter dadurch einen zwar erlaubten, aber auch fast unbeschränkten Zugang zu ermöglichen. Der Vertrieb solcher Applikationen ist einfach zu gestalten, ein Download-Link (WAP-Link) als Text in einer SMS ist ausreichend. Der Nutzer klickt dann lediglich den Link an, und es baut sich via einer WAP-Verbindung der Kontakt zu einem Download-Service auf, woher das kleine Programm heruntergeladen werden kann, vorausgesetzt, der Nutzer verfügt über ein Handy mit allen notwendigen Attributen wie WAP- und Java-Fähigkeit. Diese Art von Mobiltelefonen werden umgangssprachlich auch Smartphones genannt.

## Sicherheit im Mobile Marketing
Sicherheit im Mobile Marketing wird für alle Seiten durch Autorisierung, Vertraulichkeit, Integrität und Nichtabstreitbarkeit erreicht.
Mobilfunk sollte über höhere Sicherheitsstandards verfügen, als es bei der einfacheren Telekommunikation und damit auch mit dem Internet gegeben ist. Gerade weil ein allgemeines Misstrauen gegenüber der Sicherheit im Mobilfunk herrscht, gibt es große Anstrengungen, die Standards auf hohem Niveau zu etablieren.
Theoretisch ist es möglich, dass z. B. bei offenem Bluetooth-Kanal auf ein fremdes Telefon zugegriffen werden kann. Aber nur, wenn der Nutzer sein Einverständnis gegeben hat. Genauso ist es möglich, dass der Nutzer via WAP-Link etwas auf sein Mobiltelefon herunterlädt, wovon er weder den Anbieter noch den Zweck kennt. Auf diesem Weg können dem Nutzer Unannehmlichkeiten entstehen.

## Mobile Marketing als Sammelbegriff
Unter dem Sammelbegriff Mobile Marketing werden manchmal verschiedene Instrumente subsumiert, z. B. Mobile-Entertainment und Mobile-News. Mobile Marketing kann als Teilbereich des Mobile-Commerce betrachtet werden, zu dem auch Mobile-Banking und Mobile-Ticketing gehören.
Mobile-Internet und Mobile-Advertising können in ihrem jetzigen Marktstadium als Teil des Mobile Marketing verstanden werden. Mobile-Advertising befasst sich mit speziellen Werbeformen, wie z. B. eigens optimierte Banner, Textlinks, Interstitials u. a. Ebenfalls relevant für Mobile Marketing ist die Messung und Analyse des Nutzerverhaltens von Nutzern mobiler Websites (Web Analytics).

## Kritische Faktoren von Mobile Marketing
Hauptsächlich kritischer Faktor beim Mobile Marketing ist das mangelnde Bewusstsein im Markt, dass es sich beim Mobiltelefon um ein neues Medium handelt. Damit spielen Maßnahmen heute noch eher eine substituierende Rolle und verlangen begleitende kommunikative Maßnahmen in anderen Medien. Das wiederum befördert den konvergenten Ansatz zwischen verschiedenen Medien und Inhalten.
Als kritisch dürfen die heute in Europa etablierten Businessmodelle und Wertschöpfungsketten gelten.
Die Mobilfunkbetreiber und die von ihnen abhängigen ASPs genießen eine monopolähnliche Stellung, die dazu führt, dass Mobile Marketing je nach Größe der Märkte und Nischen, in denen Maßnahmen geplant und durchgeführt werden sollen, zu teuer werden oder gar nicht möglich sind. Wegen der Trennungschärfe zwischen Information und Werbung reagieren die Konsumenten sensibel, wenn sie dafür Kosten verrechnet bekommen. Daher besteht von Seiten der Kommunikations- und Werbewirtschaft das Bedürfnis nach kostengünstigen oder kostenlosen mobilen Kanälen.
Deshalb gibt es vermehrt Anstrengungen, die Mobilfunkbetreiber zu umgehen und Verrechnungslösungen via Bankeinzug, Kreditkarten usw. zu schaffen und dedizierte Mobile-Portale auf der Basis von Java-Applikationen zu bauen. Kreditkarten-Einzug wurde jetzt erstmals geschaffen, doch vermag die bisher einzige angebotene Lösung das sogenannte Microbilling der Mobilfunkbetreiber nicht zu bedrängen, da der Mindestverrechnungsbetrag 10 Euro beträgt. Kleinere Beträge müssen deshalb immer noch via Telefonrechnung eingezogen werden, womit das Inkassorisiko weiterhin bei den Operatoren verbleibt.
Obwohl den Operatoren dadurch vermehrt nicht unerheblicher Datenverkehr entsteht, stehen sie dieser Entwicklung mit Argwohn gegenüber und zweifeln am kausalen Zusammenhang mangelnder Aktivitäten, neuer Services und geltende Geschäftsmodelle.